# Gurugita
Gurugita (dewanagari गुरु गीता, trl. gurugītā, Pieśń do guru) – hymn hinduistyczny, stanowiący część Sanatkumarasanhity w drugiej sekcji Skandapurany. Zawiera 352 strof w sanskrycie, obejmujących dialog Maheśwary i Parwati.
Treść objaśnia zasadę guru, jako stan najwyższego bóstwa
i formę łaski, z czego wynika iż guru nie musi koniecznie manifestować się uczniowi w ludzkiej postaci.

## Siddhajoga
Jest jedną z podstawowych praktyk religijnych w siddhajodze.
W aśramach tej tradycji hymn Gurugita śpiewany jest codziennie o wschodzie Słońca.